# Landlivets Glæder
Landlivets Glæder er en amerikansk stumfilm fra 1919 af Fatty Arbuckle.

## Medvirkende
- Roscoe Arbuckle
- Alfred St. John
- Alice Lake
- Monty Banks